# Commodore C116
Commodore C116 (C116) је кућни рачунар, производ фирме Комодор (Commodore) који је почео да се израђује у Сједињеним Америчким Државама током 1984. године.
Commodore C116 је био верзија рачунара Commodore C16 која се продавала само у Европи.
Користио је 7501 као централни микропроцесор а RAM меморија рачунара C116 је имала капацитет од 16 KB (12 KB слободно за корисника). 
Оперативни систем је био базиран у РОМ меморији.

## Детаљни подаци
Детаљнији подаци о рачунару C116 су дати у табели испод.
|                       |                                                                                         |
| [ 1 ]                 |                                                                                         |
| Произвођач            | Комодор                                                                                 |
| Тип                   | кућни рачунар                                                                           |
| Меморија              | 16 (12 слободно за корисника)                                                           |
| Поријекло             | Сједињене Америчке Државе                                                               |
| Година                | 1984                                                                                    |
| Тастатура             | Chicklet тастатура, 65 тастера са 4 функцијска тастера и 4 тастера смјера               |
| Процесор              |                                                                                         |
| Фреквенција процесора | 0,89 или 1,76                                                                           |
| RAM                   | 16 (12 слободно за корисника)                                                           |
| ROM                   | 32 KB                                                                                   |
| Текст                 | 40 знакова x 25 линија                                                                  |
| Графика               | 320 x 200 / 320 x 160 (са 5 линија текста) / 160 x 200 / 160 x 160 (са 5 линија текста) |
| Боја                  | 121 (15 боја x 8 освјетљења + црна)                                                     |
| Звук                  | два канала; 4 октаве + бијели шум                                                       |
| Димензије             | непознато                                                                               |
| Портови               |                                                                                         |
| Оперативни систем     | оперативни систем базиран у РОМ меморији.                                               |